# Речево
Речево (пол. Reczewo) — село в Польщі, у гміні Ґоздово Серпецького повіту Мазовецького воєводства.
Населення — 138 осіб (2011).
У 1975-1998 роках село належало до Плоцького воєводства.

## Демографія
Демографічна структура станом на 31 березня 2011 року:
|          | Загалом | Допрацездатний вік | Працездатний вік | Постпрацездатний вік |
| -------- | ------- | ------------------ | ---------------- | -------------------- |
| Чоловіки | 67      | 10                 | 51               | 6                    |
| Жінки    | 71      | 22                 | 36               | 13                   |
| Разом    | 138     | 32                 | 87               | 19                   |